# Goldville (Nevada)
Goldville é uma cidade fantasma no condado de Eureka, estado de Nevada, nos Estados Unidos.

## História
O Distrito mineiro de Goldville foi descoberto por dois prospetores em 1907 e a mina por eles achada foi batizada de Lynn Big Six. No primeiro ano de atividades 21 000 dólares de minério foram enviados para Salt Lake City. Em 1908, o depósito da mina começou a ficar exausto e toda a gente deixou a vila. Em 1912, a Lynn Big Six Mining Company reabriu a mina the Lynn Big Six e começou a enviar minério para Salt Lake City. Naquela altura, foi constituído uma pequeno campo e abriu uma estação de correios em 1913. Se bem que a estação de correios tenha encerrado em 1917, a companhia mineira continuou a trabalhar. Com o tempo, os valores do minério começaram a diminuir e em 1939 todas atividades mineiras terminaram. Apesar de a vila já não ser povoada, o fa(c)to é que as minas de ouro deste distrito permanecem ainda hoje entre as 5 maiores produtoras dos Estados Unidos e a atividade mineira como uma das principais atividades económicas do condado de Eureka.